# Donja Jagodina
Donja Jagodina (cyr. Доња Јагодина) – wieś w Bośni i Hercegowinie, w Republice Serbskiej, w gminie Višegrad. W 2013 roku liczyła 72 mieszkańców.